# Martin Bodimeade
Martin Bodimeade, né le 21 octobre 1963, est un joueur professionnel de squash représentant l'Angleterre. Il atteint le 15e rang mondial en février 1987, son meilleur classement. 

## Palmarès

### Titres
- Championnats d'Europe par équipes : 4 titres (1985-1988)